# إدارة المنتج
إدارة المنتج هي العملية التجارية لتخطيط وتطوير وإطلاق وإدارة منتج أو خدمة. فهو يشمل دورة حياة المنتج بأكملها، بدءًا من الفكرة مروراً بالتطوير وحتى طرحه في السوق. يتحمل مديرو المنتجات مسؤولية التأكد من أن المنتج يلبي احتياجات السوق المستهدفة ويساهم في تحقيق استراتيجية العمل، أثناء إدارة المنتج أو المنتجات في جميع مراحل دورة حياة المنتج. على سبيل المثال، تتكيف إدارة منتجات البرمجيات مع أساسيات إدارة المنتجات للمنتجات الرقمية.

## تاريخ
نشأ مفهوم إدارة المنتج من مذكرة كتبها رئيس شركة بروكتر آند جمبل السابق نايل ماكيلروي عام 1931. طلبت الشركة موظفين إضافيين يركزون على إدارة العلامات التجارية، وكانت بحاجة إلى "موظفي العلامة التجارية" الذين سيتولون دور إدارة المنتجات والتعبئة وتحديد المواقع والتوزيع وأداء المبيعات.
حددت المذكرة عمل موظف العلامة التجارية على النحو التالي:
- دراسة شحنات علاماته التجارية بعناية حسب الوحدات.
- حيث يكون تطوير العلامة التجارية مكثفاً: يتوجب مراجعة الجهود المبذولة وفحص الفعال منها لمحاولة تطبيق الشروط والجهود ذاتها في مناطق أخرى.
- حيث يكون تطوير العلامة التجارية خفيفًا:
  - دراسة تاريخ الإعلان والترويج للعلامة التجارية.
  - بعد الكشف عن نقاط الضعف لدينا، القيام بتطوير خطة يمكن تطبيقها على هذه النقط المتأثرة محلياً.
  - أيجاز الخطة بالتفصيل لمدير القسم.
  - إعداد مساعدات المبيعات وجميع المواد الأخرى اللازمة لتنفيذ الخطة.
  - الاحتفاظ بأي سجلات ضرورية والقيام بإجراء أي دراسات ميدانية ضرورية لتحديد ما إذا كانت الخطة قد حققت النتائج المتوقعة.
- تحمل المسؤولية الكاملة: لخطط الكلمات المطبوعة العامة لعلاماته التجارية.
- تحمل المسؤولية الكاملة عن جميع النفقات الإعلانية الأخرى.
- تجربة المراجعات المجمعة والتوصية بها.
- مقابلة مدير المنطقة عدة مرات سنويًا لمناقشة أي أخطاء محتملة في خططنا الترويجية لتلك المنطقة.

في المصطلحات الحديثة، حدد ماكيلروي الدور على النحو التالي: تحليل توزيع المنتج، وتحسين استراتيجيات توزيع العمل، وتشخيص مشكلات التوزيع وحلها، وتحسين وضع المنتج وتسويق المنتج، والتعاون مع مديري التوزيع الإقليميين.

## دور مديري المنتجات
مديرو المنتجات مسؤولون عن إدارة خط إنتاج الشركة على أساس يومي. ونتيجة لذلك، فإن مديري المنتجات يلعبون دورًا حاسمًا في دفع نمو الشركة وهوامشها وإيراداتها. إنهم مسؤولون عن حالة العمل، ووضع المفاهيم، والتخطيط، وتطوير المنتجات، وتسويق المنتجات، وتسليم المنتجات إلى السوق المستهدفة. اعتمادًا على حجم الشركة وصناعتها وتاريخها، تتمتع إدارة المنتج بمجموعة متنوعة من الوظائف والأدوار. في كثير من الأحيان تكون هناك مسؤولية في بيان الدخل (أو الربح والخسارة) كمقياس رئيسي لتقييم أداء مدير المنتج.

### المهام
يقوم مديرو المنتجات بتحليل المعلومات بما في ذلك أبحاث العملاء، والاستخبارات التنافسية، وتحليل الصناعة، والاتجاهات السوقية، والإشارات الاقتصادية، والنشاط التنافسي،  بالإضافة إلى توثيق المتطلبات، ووضع استراتيجية المنتج، وإنشاء خريطة الطريق. يتوافق مديرو المنتجات عبر الأقسام داخل شركتهم بما في ذلك تصميم المنتجات وتطويرها والتسويق والمبيعات ودعم العملاء والشؤون القانونية.

## أنظر أيضا
- دورة حياة المنتج
- مدير المنتج
- تخطيط المنتج
- تسويق المنتج
- تميز المنتج
- إدارة البرامج
- تجربة المستخدم
- إدارة العلامات التجارية
- إدارة التسويق.